# AMPA
АМРА (2-amino-3-(5-methyl-3-oxo-1,2- oxazol-4-yl)propanoic acid; 2-аміно-3-(5-метил-3-оксо-1,2-оксазол-4-ил) пропанова кислота) — амінокислота, високоспецифічний агоніст АМРА-рецептора, при зв'язуванні з яким відтворює ефекти глутамату. Добре розчинна в воді (до концентрації 10 mM на літр), в розчині перебуває в стані рацемічної суміші R- та S-енантіомерів; на нейрорецептори діє лише S-енантіомер.